# ガウスの微分方程式
ガウスの微分方程式（ガウスのびぶんほうていしき）あるいは超幾何微分方程式（ちょうきかびぶんほうていしき）とはガウスにその名をちなむ、以下の形をした常微分方程式である。
{\displaystyle \displaystyle x(1-x)y''+(\gamma -(\alpha +\beta +1)x)y'-\alpha \beta y=0}
ここで α, β, γ は複素定数である。

## 性質

### 特異点と厳密解
この微分方程式は {\displaystyle \displaystyle x=0,1,\infty } において確定特異点を持ち、
それ以外に特異点を持たない。
また各特異点での解はガウスの超幾何関数 {\displaystyle \displaystyle F(\alpha ,\beta ,\gamma ;x)} を使って以下の様に表せる事が知られている。
x = 0 での解
{\displaystyle \displaystyle y_{1,0}(x)=F(\alpha ,\beta ,\gamma ;x)}
{\displaystyle \displaystyle y_{2,0}(x)=x^{1-\gamma }F(\alpha -\gamma +1,\beta -\gamma +1,2-\gamma ;x)}
x = 1 での解
{\displaystyle \displaystyle y_{1,1}(x)=F(\alpha ,\beta ,\alpha +\beta -\gamma +1;1-x)}
{\displaystyle \displaystyle y_{2,1}(x)=(1-x)^{\gamma -\alpha -\beta }F(\gamma -\alpha ,\gamma -\beta ,\gamma -\alpha -\beta +1;1-x)}
x = ∞ での解
{\displaystyle \displaystyle y_{1,\infty }(x)=x^{-\alpha }F(\alpha ,\alpha +1-\gamma ,\alpha -\beta +1;1/x)}
{\displaystyle \displaystyle y_{2,\infty }(x)=x^{-\beta }F(\beta ,\beta +1-\gamma ,\beta -\alpha +1;1/x)}

### 変数変換でガウスの微分方程式に帰着する方程式
3点を確定特異点にもつフックス型微分方程式は変数変換でガウスの微分方程式に帰着する。

### 一般化
- パンルヴェ方程式
- 複素微分方程式
- フックス型微分方程式
- ホイン函数#ホインの方程式

### 退化・変形
- ルジャンドルの微分方程式